# Боженцино (Поморське воєводство)
Боженцино (пол. Borzęcino, нім. Bornzin) — село в Польщі, у гміні Дембниця-Кашубська Слупського повіту Поморського воєводства.
Населення — 459 осіб (2011).
У 1975-1998 роках село належало до Слупського воєводства.

## Демографія
Демографічна структура станом на 31 березня 2011 року:
|          | Загалом | Допрацездатний вік | Працездатний вік | Постпрацездатний вік |
| -------- | ------- | ------------------ | ---------------- | -------------------- |
| Чоловіки | 222     | 56                 | 146              | 20                   |
| Жінки    | 237     | 64                 | 133              | 40                   |
| Разом    | 459     | 120                | 279              | 60                   |